# 索羅科杜貝 (赫梅利尼茨基州)
49°41′31″N 26°44′36″E / 49.69194°N 26.74333°E
索羅科杜比（羅馬化：Sorokoduby）是位於烏克蘭西部的村莊，由赫梅利尼茨基州裡赫梅利尼茨基區的克拉西利夫市鎮負責管轄。該村始建於1517年，面積0.9平方公里，海拔高度298米，2001年人口296，人口密度每平方公里328.5人。